# 甄妮
甄妮（英語：Jenny Tseng，1953年4月3日—），原名甄淑詩，又名甄苡婷，臺灣女歌手，被譽為樂壇天后級歌手，因不平則鳴的作風而又有「樂壇風紀」之稱。1971年，甄妮於臺灣出道，先後走紅臺灣及香港樂壇。她曾獲華語音樂頒獎禮多個重要獎項，包括台灣金鐘獎最佳女歌星獎、香港十大勁歌金曲頒獎典禮首位最受歡迎女歌星、十大中文金曲頒獎音樂會最高榮譽金針獎等。2010年獲選「華語金曲獎」30年經典30人之一  。

## 生平

### 早年生活
1953年4月3日出生於澳門，原名甄淑詩。生父是奧地利籍的退休土木工程師，母親是上海人，兩人在甄妮小時候離異；養父祖籍廣東恩平，祖母是西班牙人。由於其歐洲血統，以及在早期的電影作品中的金髮造型，使她在台灣有著“洋娃娃歌后”的稱號。甄妮在台北市立第四女子中學夜間部畢業後，先考上世界新聞專科學校五專部（今世新大學），五專四年級後轉學到中國文化學院（今中國文化大學）。

1970年某日上午，中國電視公司導播葉文忠赴中國文化學院勘察國語連續劇《鳳凰樹》外景，發掘當時就讀中國文化學院中國戲劇專修科一年級、主修京劇的甄妮參演。甄妮在《鳳凰樹》中扮演一位剛從國外回來的表妹，表妹的個性「活潑、刁蠻、愛唱歌」都與甄妮不謀而合，甄妮很輕易就上手。中視介紹甄妮去參加綜藝節目《每日一星》，沒多久她就在中視唱歌了。

### 出道
1971年，甄妮在銀河唱片推出第一張個人專輯《心湖》，展開數十載的歌唱生涯。
1972年，甄妮在挖角下轉簽海山唱片，並開始跟作曲家劉家昌合作，演繹了多首國語电影主題曲。憑著《誓言》、《梅花》、《秋歌》、《海誓山盟》等金曲創下驕績；與同齡的鄧麗君、鳳飛飛並列華語三大歌后，三人幾乎瓜分了當時整個台灣唱片市場，影響力遍及東南亞。
1974年，甄妮與鳳飛飛爭唱駱明道作曲的歌《楓葉情》，一言不合，大打出手，成為台灣歌壇的年度大事。之後甄妮與鳳飛飛避免在公開場合同台，直到《民生報》22週年社慶才首度同台。

### 香港、中國大陸及海外發展
1976年以玩票形式在港推出粵語時代曲的翻唱大碟《愛情四重彩》。
1977年婚後隨夫，正式轉往香港，1978年10月推出首張個人粤语專輯《奮鬥》。該專輯打破了香港開埠以來唱片销售纪录，在首两個月便賣出超過25萬張，年度結算已超越40萬張，並雄踞當年香港大碟銷量榜冠軍寶座達12星期之久。
1979年，作品《明日話今天》以最高票數歌曲當選香港電台第一屆十大中文金曲。12月，她在美國紐約麥迪遜廣場（Madison Square）舉辦一場2個小時個人演唱會，是首位東方藝人在該地獻唱。
1980年，甄妮約滿新興全音，以甄、傅两个姓氏作为抬頭，在香港自組金音符唱片（Jenfu Records），以非唱作歌手身份進行獨立音樂製作，成為當年本地獨立音樂制作的先驅。在1980到1982的兩年半間，金音符唱片製作了三张白金唱片（《不要再重逢》、《心声》、《憶夢／木頭人》）及三兩张金唱片（《衝擊》、《播音人》）。當中《憶夢／木頭人》屬當年為數極少的「概念大碟」，亦為全亞洲首張數碼錄音的發燒級 Vocal 專輯。
1981年起多次海外巡迴演唱，遍及美國（洛杉磯、三藩市、拉斯維加斯、紐約麥迪遜廣場、大西洋印度神殿）、英國、荷蘭，以至澳洲（伯斯、墨爾本、雪梨）。
1983年甄妮与羅文以當年罕有的跨唱片公司合作形式推出了專輯《射鵰英雄傳》，被譽為巨星經典合唱。隨著該劇於八十年代中在中國大陸各省轉播，《鐵血丹心》一曲於中國大陸傳頌至今，近年獲國內流行樂評推舉為二十世紀十大華語經典之一。
1984年重整旗鼓，強勢回歸樂壇，加盟CBS/Sony並推出全新個人专辑《再度孤獨／迷人的五月》，《迷人的五月》是甄妮加盟新力唱片公司的首張專輯，當年銷量超過25萬張，成為全年最高銷量三甲，僅次於譚詠麟的專輯《霧之戀》和《愛的根源》，相比張國榮的《Leslie》（四白金）和梅艷芳的《飛躍舞台》，唱片銷量還要高。同年五月，繼許冠傑後，甄妮成为第二位在香港红磡体育馆举行售票演唱会的香港歌手。演唱会名为《閃閃五月星》，共開了7场。及後发行的現場錄音專輯《甄妮演唱會精選》創下20萬張销售量。
1985年初奪得首屆無線勁歌金曲頒獎典禮的「最受歡迎女歌星」獎。年中亦曾演出暑期票房冠軍電影《全家福》，並與主角許冠傑合唱主題曲《無敵是愛》。
1985年參與獲譽為華語流行樂壇史上最成功的公益單曲《明天會更好》（由羅大佑作曲），負責獨唱及合唱部份。
1985年參與《IYY》國際青年年主題曲，並參與音樂錄影帶拍攝。
1986年，為紀念入行15周年，她在暑假舉辦10场演唱會，名為《再见15年演唱会》。同年獲邀於泰王御前獻唱，並參與由周潤發與鄧光榮擔剛演出的電影《江湖龍虎鬥》。是年主唱的電影《海上花》同名主题曲（由羅大佑作曲）红遍全球華語社群，也成為她往美國產女退隱前的最後一個音樂高峰作品。
1987年四月，她為電影《海上花》及《玫瑰的故事》主唱的電影主題曲 《海上花》及《最後的玫瑰》同時獲提名第六屆《香港電影金像獎》最佳電影主題曲。八月產後回港，推出加盟華星唱片後首張個人粵語專輯《冷冷的秋》，該專輯雖是全港首張唱片、盒帶、CD同步上市專輯，但因受未婚產子影響，唱片銷量未如理想。
1988年發行「皆因你的愛/只此一晚」專輯。並於五月在紅館舉行五場演唱會，及推出該演唱會現場錄音大碟。
1989年再度簽約香港 CBS/SONY 新力唱片公司，並發行兩張專輯，分別為「紅唇綠酒」及「今夜又被軟化」。
1989年獲邀成為首位華語歌手主唱可口可樂廣告歌華語版，並簽約台灣滾石唱片推出《當未來變成往事》及《狂熱的心熄滅的情》兩張國語專輯。
1991年，甄妮在中國中央電視臺春節聯歡晚會演唱《魯冰花》一曲，隨即掀起熱潮，風靡全中國大陸 
，年中在廣州等多個內地城市舉辦個人演唱會，並創下當時最高薪酬歌手纪錄。

### 復出至今
甄妮於九十年代初淡出樂壇，退隱美國，但仍繼續在美加各地開 Show，同期更不停在中國大陸不同省市舉辦演唱會，是早期少數能在大陸掘金的女歌手。期間較廣為人知的，就是在1992年發掘台灣藝人王羽的女兒王馨平當歌手，但由於她跟王羽的私人恩怨升級並最終反目，王馨平於1995年入稟法院控告她違約，要求解除經理人合約，相關法律訴訟於1996年初審結，王馨平獲判勝訴，並回復自由身。1998年甄妮受顾嘉煇与黄霑之邀復出香港樂壇，参予《顧嘉煇·黃霑·真友情演唱會》，与香港众多歌手一同演绎國粤语經典金曲，在香港紅館、廣州及新加坡共演出13場。翌年再次受邀参與《千禧盛世/香港煇黃2000演唱會》，並以駐場壓軸歌手身份演唱。在香港紅館共演出16場，其後在新加坡及馬來西亞再演出6場。
2000年3月10日至3月12日，甄妮復出後首度舉辦個人演唱會，名為「一份真演唱會」，並於香港紅磡體育館創下四面台百份百入座率的記錄。自始至今演出不斷：
- 2000年、2002年、2004年、2006年及2007年舉行世界巡廻演唱，足跡遍及加拿大、美國東西岸、澳大利亞、馬來西亞雲頂、新加坡、中國大陸、台灣及出生地澳門。
- 2003年及2006年獲邀為台灣電影金馬獎擔任表演嘉賓。
- 2004年5月及2006年11月分別在香港再舉行各三場sold-out演唱會。當中「自然瘋演唱會」更出現觀眾完場不肯走、甄妮Encore長達半個小時的有趣情況。
- 2006年6月1-7日，獲邀為劉家昌於香港紅磡體育館所舉辦的7場「往事只能回味演唱會」作駐場演唱嘉賓。
- 2010年5月6日至9日於香港體育館舉行《甄妮愛Show Farewell World Tour》，乃當時甄妮視為告別個唱舞臺的世界巡回演唱首站，四場均告爆滿，尾場更獲八十高齡的粵劇名伶白雪仙親往捧場[20][21]。同年10月23日舉行台北場，首次登上台灣臺北小巨蛋，隨後陸續於加拿大、美國、澳紐、廣州、新加坡、云顶等地巡演[22][23]。
- 2012年9月22日為《「愛Show」世界巡演：台北安可場》再度登上台北小巨蛋演唱[24]。
- 2013年2月18日至20日，於香港紅磡體育館舉辦「愛Show」世界巡迴演唱會2013 完美篇香港站[25][26]。在高票價，周一至周三檔期下三場四面臺全滿。20日尾場，即其60歲大壽當晚，獲現場逾1.2萬觀眾先後兩次為她唱生日歌，並獲兩任特首夫人董趙洪娉及唐青儀结伴捧場欣賞[27][28]。
- 2013年8月18日及19日於香港體育館為《世紀情歌世紀情巨星演唱會》壓軸演出[29][30][31]。
- 2014年4月24日至26日於香港演藝劇院首次舉行精品式音樂會，名為《An Exceptional Evening with Jenny Tseng 非·甄妮音樂會》。
- 2014及2015年間以嘉賓身分分别參與香港紅館《張耀榮紀念演唱會》、《不朽傳奇舞台上的羅文紀念演唱會》及新加坡慈善性質的《太和觀一心一德为善乐》。

而後她再度淡出樂壇，過着退隱生活。

## 個人生活
1976年12月4日，甄妮嫁予香港名人鄉紳張人龍的幼子傅聲（本名張富聲）。
1983年7月6日，傅聲乘跑車於清水灣公路遇上交通意外，當時甄妮正在日本，1983年7月8日回港後，傅聲已宣告不治身亡，得年28歲。她暫停金音符唱片營運，並謝絕傳媒採訪。
1987年7月4日，於美國以亡夫傅聲生前留下的冷凍精子，在丈夫過世四年後進行人工受孕，成功誕下女兒甄家平（Melody）。甄家平曾為甄妮任演唱會監製（其中於2001年《有你有我演唱會》擔任特別嘉賓之一），現居美國，為演唱會製作人，並主力負責亞洲區聯繫人。
2005年，甄妮在桃園市龍潭大北坑斥巨資建立「西土瓦」農場。
2014年12月，甄妮委託香港天成國際拍賣50多件珍藏珠寶，並將近一千萬元港幣收益全數撥捐微笑行動中國基金，作為治療唇顎裂孩童的手術費用。

## 音樂年表
- 1971年
  - 《心湖》_銀河 (GRS-1003)
  - 《十七歲的煩惱》_銀河 (GRS-1005)
- 1972年
  - 《不能沒有你》_銀河 (GRS-1008)
  - 《誓言》_海山 (LS-2241)
  - 《金色的阳光》_海山
  - 《做人難》_海山
  - 《晚秋》_海山
  - 《愛不要说抱歉》_银河+万福
- 1973年
  - 《奇妙的愛》_海山
  - 《愛情不回頭》_海山
  - 《雲飘飘》_海山
- 1974年
  - 《求你再愛我》_銀河
  - 《晴時多雲偶陣雨》_海山
  - 《心有點點愁》_海山
  - 《東邊晴時西邊雨》_海山
  - 《陣陣春风》_海山
  - 《雨中行》_海山
- 1975年
  - 《黎明鐘聲》_海山
  - 《可愛的玫瑰花_星馬巡回演唱紀念金唱片》_海山+大聯
  - 《愛情長跑 》_海山
  - 《纯情》_海山+大联
  - 《海邊的故事》_大联
  - 《爱情四重彩》_大联
- 1976年
  - 《梅花》_海山
  - 《秋歌》_海山
  - 《星期六約會》_海山
  - 《梅花》_海山+大聯
  - 《變色的太陽》_海山
  - 《爱的迷藏》_ 海山
  - 《追球追求》_海山
  - 《我是一沙鸥》_海山
  - 《不要自尋煩惱》_银河
  - 《十七十八》_王星
  - 《海誓山盟》_大聯
- 1977年
  - 《佳期假期》_海山
  - 《真真的爱》_ 海山
  - 《微風细雨點點晴》_海山
  - 《甄妮电影插曲精选第一集》_大联
  - 《懷念歌曲金唱片第一輯》_文志
  - 《深秋楓紅》_海山
  - 《滿山花開一片情》_海山+東尼
- 1978年
  - 《男孩與女孩的戰爭》_海山+東尼王振敬
  - 《甄妮星光闪闪》 _东尼王振敬
  - 《男孩遇女孩》_海山
  - 《爱在飛揚》_海山
  - 《奮鬥》_新興全音 (SHLP-7810)
- 1979年
  - 《POP INDONESIA》_Wing Hang Record
  - 《天真活泼又美丽_甄妮金唱片第一集》_海山
  - 《我家在那里_甄妮金唱片第二集》_海山
  - 《難道这是在夢裏》_大联
  - 《針葉樹》_愛波 (A-07102)
  - 《一對鳥兒飛》_愛波 (A-07114)
  - 《國語歌曲第一輯》_新興全音 (SHLP-7903)
  - 《春雨彎刀》_新興全音 (SHLP-7905)
- 1980年
  - 《纪念金曲专辑》_ 大联
  - 《蝶舞》_王星
  - 《三角習题》 _愛波 (AS-07116)
  - 《雲！告訴我》_愛波 (A-07119)
  - 《祝福你》_新興全音 (SHLP-8002)
  - 《夢中的媽媽》_新興全音 (SHLP-8005)
  - 《國語歌曲第二輯》_新興全音 (SHLP-8007)
  - 《不要再重逢》_金音符 (JF-1001)
- 1981年
  - 《迷路的女孩》_愛波 (A-07121)
  - 《世上只有一個我》_愛波 (A-07124)
  - 《我的相思比你深》_愛波 (A-07126)
  - 《歸來》_愛波 (A-07127)
  - 《四張機》_愛波 (A-07130)
  - 《笑意》_愛波 (A-07132)
  - 《衝擊》_金音符 (JF-1002)
  - 《你心我心》_金音符 (JF-1003)
  - 《心聲》_金音符 (JF-1004)
  - 《木頭人》_金音符 (JF-7005/ CD: JFD-7005)
- 1982年
  - 《山水不解情》_金音符 (JF-1005)
  - 《愛定你一個》_金音符 (JF-1007)
  - 《Star On Jenny》_金音符 (JF-4001)
  - 《吾愛吾師》_愛波
- 1983年
  - 《好朋友》_海山
  - 《射雕英雄傳》_EMI
- 1984年
  - 《愛的過去式》_亞太 (AAR-073)
  - 《迷人的五月》_CBS/Sony (CBA 133/ CD: CBD 101)
  - 《甄妮演唱會精選》_CBS/Sony (CBA 138/ CD: CBD 103)
- 1985年
  - 《為你而歌》_CBS/Sony (CBA 151/ CD: CBD 104)
  - 《親親夢裡人》_CBS/Sony (CBA 156/ CD: CBD 108)
  - 《親親夢裡人 第二版 加送(愛果情花聖誕夜 12")》_CBS/Sony
  - 《借來一夜/遊戲完畢Game Is Over (Remix)》_CBS/Sony
  - 《無心的謊言》_CBS/Sony+喜瑪拉雅
- 1986年
  - 《留下我美夢》_CBS/Sony (CBA 163/ CD: CBD 113)
  - 《86數碼新曲精選》_CBS/Sony (CBD 170)
  - 《海上花 (EP)》_CBS/Sony
  - 《最後的玫瑰》_CBS/Sony+喜瑪拉雅 (HPR-7506)
  - 《甄妮暢銷金曲選》_海山+喜瑪拉雅 (HPC-7507)
  - 《海上花》_CBS/Sony+喜瑪拉雅 (HPR-7508)
- 1987年
  - 《甄妮新曲精選珍藏版》_CBS/Sony (CBD-178)
  - 《白金精選國語版》_CBS/Sony (CBD-188)
  - 《冷冷的秋》_華星唱片
- 1988年
  - 《仍然是你的雙手》_華星+滾石 (RR-171)
  - 《皆因你的愛》_華星唱片
  - 《甄妮88演唱會》_華星唱片
  - 《皆因你的愛(3"CD Single)》_華星唱片
  - 《甄妮珍藏版》_新興全音 (FSCD-8001)
  - 《甄妮國語金曲18首》_現代音像 (MCD-8816)
- 1989年
  - 《Jenny》_CBS/Sony (CBD-206)
  - 《精裝甄妮》_CBS/Sony (CBD-213)
  - 《今夜又被軟化》_CBS/Sony (CBD-215)
  - 《當未來變成往事》_滾石 (RR-195)
  - 《海上花 (3"CD Single)》_CBS/Sony (CXD-063)
  - 《為你而歌 (3"CD Single)》_CBS/Sony (CXD-074)
  - 《甄妮國語金曲20首》_現代音像 (MCD-8830)
- 1990年
  - 《甄妮白金珍藏版》_CBS/Sony (CBD-220)
  - 《今夜又被軟化 (3"CD Single)》_CBS/Sony (CXD-104)
  - 《我曾用心愛著你 (3"CD Single)》_CBS/Sony (CXD-111)
  - 《心歸何處/ 狂熱的心熄滅的情》_名冠 (MCD-7931)
  - 《血染的風采》_金音符+派森 (JCD-9001)
- 1991年
  - 《阿嬰》_金音符+派森 (J9102/ PD-9123)
  - 《金罇陳酒》_金音符 (JCD-9103)
  - 《甄妮英文精選I 》_金音符 (JCD-9104)
  - 《甄妮超級金裝珍藏版 (24K Gold CD 盒裝)》_CBS/Sony (SMLM-6008.9)
  - 《廣州演唱會金曲精選》_飛天影像 (A048/大陸地區)
- 1992年
  - 《甄妮英文精選II 》_金音符 (JCD-9205)
- 1993年
  - 《甄妮白金珍藏版 (MD)》_CBS/Sony (SML-6008.3)
- 1994年
  - 《甄妮超級金裝珍藏版 (24K Gold CD 平裝)》_CBS/Sony
- 1996年
  - 《國語精選珍藏專輯 第一輯》_新興全音
- 1998年
  - 《國語珍藏專輯 第二輯》_新興全音
  - 《射雕英雄傳 (Mastersonic By DENON) 》_EMI
- 1999年
  - 《甄妮金曲精選》_金音符+建星
  - 《1999玫瑰的故事》_CBS/Sony
- 2000年
  - 《一份真演唱會+新曲》_金音符+New Melody
  - 《甄妮精精精選》_華星唱片
  - 《甄妮至愛2000精選》_Sony
  - 《射雕英雄傳 (EMI精選王系列) 》_EMI
- 2001年
  - 《有你有我新曲+精選》_金音符+EEG
  - 《有你有我演唱會》_寰宇
  - 《甄妮至愛金曲18首 (SACD)》_Sony
- 2002年
  - 《射雕英雄傳 (羅文紀念全集 8)》_EMI
- 2004年
  - 《甄妮 粵語精選》_金音符 (JF-2004-0001)
  - 《甄妮 國語精選》_金音符 (JF-2004-0002)
  - 《Star On Jenny English I》_金音符 (JF-2004-0003)
  - 《Star On Jenny English II》_金音符 (JF-2004-0004)
  - 《木頭人》_金音符 (JF-2004-0005)
  - 《紅伶少女》_福茂
  - 《甄妮經典金曲21首藏版 (SACD)》_新興全音+風行
- 2005年
  - 《甄妮精選集 (12 CD Boxset)》
  - 《木頭人(環球復黑王)》
  - 《射鵰英雄傳(EMI 復黑版)》
  - 《留下我美夢(Sony BMG 經典系列)》
  - 《超級金裝珍藏版(Sony BMG 經典系列)》
  - 《86數碼新曲精選(Sony BMG 經典系列)》
  - 《金鼎獎系列 3 》_海山
- 2006年
  - 《為你而歌(Sony BMG 經典系列)》
  - 《打火機(Sony BMG 經典系列)》
  - 《金鼎獎系列 3 II》_海山
  - 《鑽石復刻珍藏集》_金音符
  - 《甄妮世紀復刻國語典藏集》
  - 《有你有我新曲+精選 VOL.2》_金音符+EEG
- 2007年
  - 《甄妮 粵語精選》_金音符 (JF-2007-CD-0001)
  - 《電影甄情》_金音符 (JF-2007-CD-0002)
  - 《Star On Jenny 英文自選輯 I》_金音符 (JF-2007-CD-0003)
  - 《Star On Jenny 英文自選輯 II》_金音符 (JF-2007-CD-0004)
  - 《木頭人》_金音符 (JF-2007-CD-0005)
  - 《甄難忘》_金音符 (JF-2007-CD-0006)
  - 《甄動聽》_金音符 (JF-2007-CD-0007)
  - 《甄主打 何日再見》_金音符 (JF-2007-CD-0008)
  - 《甄情萬萬歲》_金音符 (JF-2007-CD-0009)
  - 《甄妮 國語精選》_金音符 (JF-2007-CD-0010)
- 2008年
  - 《木頭人 (XRCD)》
  - 《射雕英雄傳 (XRCD)》_EMI
- 2009年
  - 《甄妮白金珍藏版 (Pure Gold Series)》_Sony BMG
- 2010年
  - 《珍藏紀念版 2010 Farewell World Tour 》
  - 《Jenny Love Show Farewell World Tour 10 CD box set》
  - 《甄妮海山經典名曲15首 (AQCD)》_海山
  - 《甄妮珍藏版 (Blu-spec CD)》_新興全音+風行
  - 《射雕英雄傳 金碟 (華納+EMI金唱片復刻王系列)》_EMI
- 2011年
  - 《甄藏17-銀河經典重現》_銀河+滾石
  - 《射雕英雄傳 (AMCD)》_EMI
  - 《冷冷的秋 (華星40經典金唱片金碟)》_華星
  - 《皆因你的愛 (華星40經典金唱片金碟)》_華星
- 2012年
  - 《甄賞集(4CD)》_Sony
- 2013年
  - 《甄賞集(4CD) (第二版)》_Sony
- 2014年
  - 《非．甄妮音樂會》_EEG
  - 《心有點點愁 (新加坡版)》_夢田
  - 《晚秋 電影原聲帶 (新加坡版)》_夢田
  - 《我是一沙鷗 (復黑版)》_New Century
  - 《誓言 (復黑版)》_New Century
  - 《金色的陽光 (復黑版)》_New Century
  - 《我是一沙鷗 (復黑版)》_New Century
  - 《天真活潑又美麗 (復黑版)》_New Century
  - 《真真的愛 (復黑版)》_New Century
  - 《東邊晴時西邊雨 電影原聲帶 (新加坡版)》_夢田
  - 《陣陣春風 電影原聲帶 (新加坡版)》_夢田
- 2015年
  - 《最美精選 (SACD)》_環星
  - 《愛的迷藏 (復黑版)》_New Century
  - 《甄妮之歌 (復黑版)》_New Century
  - 《愛情長跑 (海山復刻版)》_海山
  - 《信不信由你 奇妙的愛 (海山復刻版)》_海山
  - 《不能沒有你 (復黑版)》_New Century
  - 《心湖 (復黑版)》_New Century
  - 《17歲的煩惱 (復黑版)》_New Century
- 2016年
  - 《海誓山盟 (海山復刻版)》_海山
  - 《滿山花開一片情 (海山復刻版)》_海山
  - 《男孩與女孩的戰爭 原聲帶 (海山復刻版)》_海山
  - 《海邊的故事 (馬來西亞進口版)》_豐榮
- 2017年
  - 《我是一沙鷗 (海山復刻版)》_海山
  - 《難道這是在夢裡 (馬來西亞進口版)》_豐榮
  - 《電影主題曲．插曲 (彩色圖案唱片) (限量編號版)》_New Century
  - 《好歌獻給您 1 (馬來西亞進口版)》_南方
  - 《好歌獻給您 2 (馬來西亞進口版)》_南方
  - 《好歌獻給您 3 (馬來西亞進口版)》_南方
- 2018年
  - 《甄妮(迷人的五月) (珍值復刻經典系列)》_SONY
  - 《愛在飛揚 (馬來西亞進口版)》_南方
- 2019年
  - 《秋歌 (海山復刻版)》_海山
  - 《晴時多雲偶陣雨 (海山復刻版)》_海山
  - 《佳期假期 (海山復刻版)》_海山
  - 《少女的祈禱 黎明鐘聲 (海山復刻版)》_海山

## 影像專輯
- 1988年
  - 《甄妮88演唱會》_華星（VHS/LD）
- - 《甄妮金曲回顧展Karaoke》_金音符（LD）
- 2000年
  - 《甄妮一份真演唱會（Live+Karaoke）》_金音符+New Melody（LD／VCD／DVD）
- 2001年
  - 《有你有我演唱會（Live+Karaoke）》_金音符+寰宇（VCD、Karaoke DVD、Live DVD）
- 2005年
  - 《停不了演唱會》_金音符（DVD）
- 2007年
  - 《自然瘋演唱會》_金音符（DVD）
- 2014年
  - 《非甄妮演唱會》_EEG/金音符（DVD/ Blu-ray）

## 演唱會
- 閃閃五月星演唱會（1984年）
- 再見十五年演唱會（1986年）
- 甄妮演唱會（1988年）
- 甄妮廣州演唱會（1991年）
- 一份真演唱會（2000年）
- 有你有我演唱會（2001年）
- 停不了演唱會（2004年）
- 自然瘋演唱會（2006年）
- 愛Show Farewell世界巡迴演唱會（2010年至2013年）
- 非．甄妮音樂會（2014年）

## 獎項及榮譽
- 1977-1982年度：當選「十大遠東明星」
- 1978十大中文金曲：《明日话今天》
- 1979十大中文金曲：《春雨弯刀》
- 1980：十大歌星金駱駝獎
- 1981台灣第16屆金鐘獎：最佳女歌星獎
- 1981十大中文金曲：《东方之珠》
- 1983十大中文金曲：《世间始终你好》（甄妮、罗文）
- 1984十大中文金曲：《再度孤独》
- 1984十大劲歌金曲：《再度孤独》
- 1984十大劲歌金曲：《無敵是愛》 (許冠傑、甄妮)
- 1984十大劲歌金曲： 最受欢迎女歌星
- 1986十大中文金曲：《海上花》（国语）
- 2000年2月20日獲加州州長訂為甄妮日
- 2003年美國紐約州年度亞洲最佳藝人獎
- 2011年度第三十四屆十大中文金曲頒獎典禮：金針獎

## 主持節目列表
- 台視《甄妮會客室》（與李純恩主持）（1990年6月12日-6月26日每週二晚21:30-22:30，1990年7月3日-8月28日每週二晚22:00-23:00播出）
- 中視《千嬌百媚》
- 中視《理想的星期天》（1972年5月28日-1972年7月30日）
- 中視《歡樂今宵》（1977年8月7日-1978年10月14日）
- 中視《蓬萊仙島》（與李季準主持）
- 華視《星光閃閃》（1979年11月3日-1981年6月4日，共84集，每集75至90分鐘）

## 戲劇演出
- 中視國語連續劇《鳳凰樹》（1971年）：飾安妮
- 無綫電視處境劇《香港81》（1981年）：飾 張鏗妻
- 電影《楓葉情》（1976年）：飾演大學生（片中女主角林青霞的大學同學，男主角是鄧光榮飾演）
- 電影《全家福》（1984年）：飾蓮娜[33]
- 電影《江湖龍虎鬥》（1987年） ：飾鄧光榮女友，兩人有床戲[34]
- 電影《香港小姐寫真》（1987年） ：飾鄧光榮妻子（關係不睦）[35]

## 著作
- 《心歸何處》，臺北縣中和市：躍昇文化事業有限公司，1990年初版，ISBN 9789576300448、ISBN 9576300444。
- 《甄妮會客室》，台北縣中和市：躍昇文化事業有限公司，1990年初版，ISBN 9789576300615、ISBN 9576300614。
- 《甄妮會客室2》，台北縣中和市：躍昇文化事業有限公司，1991年3月初版。